# Yves (voornaam)
Yves is een jongensnaam. Het is de Franse vorm van de waarschijnlijk oorspronkelijk Germaanse naam Ive, Ivo, Ivor of de Keltische naam Iv, een jongen die uit goede hout is gesneden, namelijk taxus of in het Frans "if" uit het Germaans ijf, veel gebruikt voor het maken van handbogen. De betekenis van de naam kan zijn "de buigzame" of gewoon "de boogschutter". Varianten zijn Yvon en Yvelin, meisjes heten Yvette of Yvonne. Bretonse vormen zijn Erwan, Earwinn, Even, Evan, Ewan, Iwan, Eozen, Cheun.
Verschillende heiligen, met name de 13e-eeuwse heilige Yves Hélory de Tréguier, ook genoemd Ivo van Tréguier in Bretagne, hebben vanaf de Late Middeleeuwen bijgedragen aan het gebruik van de naam.

## Naamgenoten van Yves
- Sint Ives (6e eeuw), Ivo of Huntingdonshire, Engelse heilige, naamgever van St. Ives.
- Sint Ivo van Chartres (± 1040–1117), Yves de Chartres, Franse heilige.
- Sint Ivo Hélory (1253-1303), Yves de Tréguier of soms Yves de Bretagne, Franse heilige.
- Jacques-Yves Cousteau (1910 – 1997), Frans marineofficier, ontdekkingsreiziger en onderzoeker
- Yves Montand (1921-1991), geboren Ivo Livi, Italiaans-Frans zanger en acteur.
- Yves Klein (1928-1962), Frans kunstschilder.
- Yves Chauvin (1930), Frans chemicus, winnaar van de Nobelprijs voor de Scheikunde in 2005.
- Yves Rocher (1930-2009), stichter van het cosmeticabedrijf Yves Rocher.
- Yves Saint Laurent (1936-2008), Frans modeontwerper.
- Yves Duteil (1949), Frans acteur en politicus.
- Yves Duhayon (1954), Belgisch schaker.
- Yves Simoneau (1955), Canadees filmmaker.
- Yves Desmet (1959), Belgisch journalist.
- Yves Leterme (1959), Vlaams kalligraaf.
- Yves Leterme (1960), oud Eerste Minister van België (20/03/2008 - 30/12/2008).
- Yves Vandeberg (1966), Belgisch damspeler.
- Yves Lampaert (1991), Belgisch wielrenner.
- Yves Berendse (1993), Nederlands zanger.

- Yves
- Yves-Gomezee
- Yves-Gomezée
- Yves-Jean du Monceau de Bergendal
- Yves-Marie-Henri Bescond
- Yves-Marie Bourdeaux
- Yves-Marie Maurin
- Yves-Thibault de Silguy
- Yves (Charente-Maritime)
- Yves (voornaam)
- Yves Aerts
- Yves Akkermans
- Yves Allegret
- Yves Allegro
- Yves Allégret
- Yves Audoor
- Yves Balasko
- Yves Bare
- Yves Baré
- Yves Bastaerts
- Yves Benoit
- Yves Berendse
- Yves Bernaert
- Yves Bescond
- Yves Billet
- Yves Binon
- Yves Bissouma
- Yves Boisset
- Yves Bonnefoy
- Yves Bouthillier
- Yves Boël
- Yves Buelinckx
- Yves Buysse
- Yves Chaland
- Yves Chatel
- Yves Chauvin
- Yves Châtel
- Yves Congar
- Yves Coolen
- Yves Coppens
- Yves Coppieters
- Yves Cordier
- Yves Corminboeuf
- Yves Dabila
- Yves De Bosscher
- Yves De Brabander
- Yves De Pauw
- Yves De Winter
- Yves Debay
- Yves Defraigne
- Yves Degen
- Yves Degryse
- Yves Delage
- Yves Delforge
- Yves Demaria
- Yves Deniaud
- Yves Deroff
- Yves Deruyter
- Yves Derwahl
- Yves Desmet
- Yves Deswaene
- Yves Duhayon
- Yves Dupont
- Yves Dupont (basketballer)
- Yves Duteil
- Yves Duval
- Yves Eigenrauch
- Yves Evrard
- Yves Farge
- Yves Feys
- Yves Gijrath
- Yves Giraud-Cabantous
- Yves Giraud Cabantous
- Yves Godimus
- Yves Grolet
- Yves H
- Yves Henri
- Yves Henri Donat Mathieu-Saint-Laurent
- Yves Henri Donat Mathieu Saint Laurent
- Yves Herbet
- Yves Hezard
- Yves Hocdé
- Yves Huppen
- Yves Huts
- Yves Hézard
- Yves I van Belleme
- Yves I van Bellême
- Yves Joly
- Yves Joseph de Kerguelen de Trémarec
- Yves Kayiba Angani
- Yves Kieffer
- Yves Klein
- Yves Kreins
- Yves Kruyner
- Yves Kummer
- Yves Lacomblez
- Yves Lahaye
- Yves Lampaert
- Yves Larock
- Yves Lassally
- Yves Lejaeghere
- Yves Lenaerts
- Yves Leterme
- Yves Liégeois
- Yves Loday
- Yves Loubet
- Yves Ma-Kalambay
- Yves Magherman
- Yves Makabu-Makalambay
- Yves Makabu Ma Kalambay
- Yves Mattagne
- Yves Mersch
- Yves Montand
- Yves Ngabu
- Yves Ngue Ngock
- Yves Niare
- Yves Niaré
- Yves Oehri
- Yves Peckstadt
- Yves Petry
- Yves Plateau
- Yves Ponnette
- Yves Ravaleu
- Yves Rechsteiner
- Yves Reinkin
- Yves Robert
- Yves Robert (cineast)
- Yves Rocher
- Yves Rocher (ondernemer)
- Yves Rossy
- Yves Saerens
- Yves Sahinguvu
- Yves Saint-Laurent
- Yves Saint Laurent
- Yves Saint Laurent (film)
- Yves Saint Laurent (modeontwerper)
- Yves Segers
- Yves Segers (dirigent)
- Yves Segers (zanger)
- Yves Sente
- Yves Serneels
- Yves Simon
- Yves Swolfs
- Yves Tanguy
- Yves Theisen
- Yves Thibault de Silguy
- Yves Urbain
- Yves V
- Yves Van Borm
- Yves Van Damme
- Yves Van Der Straeten
- Yves Van Eijken
- Yves Van Herp
- Yves Van Linthout
- Yves Van Lokeren
- Yves Van der Straeten
- Yves Vandeberg
- Yves Vander Donckt
- Yves Vanderhaeghe
- Yves Vanlinthout
- Yves Varande
- Yves Velser
- Yves Velter
- Yves Vercruysse
- Yves Vergeer
- Yves Vincent
- Yves de Boer
- Yves de Brouwer
- Yves de Jonghe d'Ardoye
- Yves de Jonghe d'Ardoye d'Erp
- Yves de Lessines
- Yves de Seny
- Yves de Wasseige
- Yves rocher
- Yves van Rode de Schellebrouck
- Yvesia
- Yvesia (grassenfamilie)
- Yvesia (pissebedden)
- Yvesia striata